# Athlītikī Enōsis Kōnstantinoupoleōs 2020-2021 (pallacanestro)
Questa voce raccoglie le informazioni riguardanti l'Athlītikī Enōsis Kōnstantinoupoleōs B.C. nelle competizioni ufficiali della stagione 2020-2021.

## Stagione
La stagione 2020-2021 dell'Athlītikī Enōsis Kōnstantinoupoleōs è la 64ª nel massimo campionato greco di pallacanestro, l'A1 Ethniki.

## Roster
Aggiornato al 18 luglio 2018.
| AEK Atene 2020-21 | AEK Atene 2020-21 |
| Giocatori         | Staff tecnico     |
| ----------------- | ----------------- |

| N. | Naz.                                           | Ruolo | Nome                 | Anno | Alt.   | Peso   |  |
| -- | ---------------------------------------------- | ----- | -------------------- | ---- | ------ | ------ |  |
| 2  | Angola (bandiera)                              | C     | Yanick Moreira       | 1991 | 211 cm | 100 kg |  |
| 4  | Stati Uniti (bandiera) · Montenegro (bandiera) | P     | Tyrese Rice          | 1987 | 185 cm | 86 kg  |  |
| 4  | Stati Uniti (bandiera)                         | PG    | Daryl Macon          | 1995 | 191 cm | 84 kg  |  |
| 5  | Stati Uniti (bandiera)                         | G     | Keith Langford       | 1983 | 193 cm | 90 kg  |  |
| 8  | Lituania (bandiera)                            | A     | Jonas Mačiulis       | 1985 | 201 cm | 102 kg |  |
| 11 | Serbia (bandiera) · Grecia (bandiera)          | A     | Vladimir Janković    | 1990 | 202 cm | 101 kg |  |
| 13 | Grecia (bandiera)                              | P     | Dīmītrīs Katsivelīs  | 1991 | 198 cm | 96 kg  |  |
| 15 | Grecia (bandiera)                              | AG    | Linos Chrysikopoulos | 1992 | 208 cm | 102 kg |  |
| 16 | Grecia (bandiera)                              | PG    | Nikos Zīsīs (C)      | 1983 | 196 cm | 94 kg  |  |
| 19 | Grecia (bandiera)                              | C     | Kōstas Gontikas      | 1994 | 206 cm | 112 kg |  |
| 20 | Grecia (bandiera)                              | P     | Nikos Gkikas         | 1990 | 185 cm | 81 kg  |  |
| 21 | Grecia (bandiera)                              | G     | Dīmītrīs Mōraitīs    | 1999 | 194 cm | 82 kg  |  |
| 22 | Grecia (bandiera)                              | C     | Dīmītrīs Mauroeidīs  | 1985 | 212 cm | 120 kg |  |
| 24 | Stati Uniti (bandiera) · Belgio (bandiera)     | AP    | Matt Lojeski         | 1985 | 198 cm | 92 kg  |  |
| 27 | Grecia (bandiera)                              | AP    | Nikos Rogkavopoulos  | 2001 | 203 cm | 91 kg  |  |
| 33 | Nigeria (bandiera)                             | C     | Moses Kingsley       | 1994 | 208 cm | 104 kg |  |
| 42 | Stati Uniti (bandiera)                         | AC    | Darion Atkins        | 1992 | 203 cm | 105 kg |  |
| 44 | Stati Uniti (bandiera)                         | C     | Marcus Slaughter     | 1985 | 204 cm | 106 kg |  |

| Allenatore |
| - Īlias Papatheodōrou (fino al 10 aprile) - Vaggelīs Aggelou (dal 12 aprile)                                       |
| Assistente/i |
| - Giōrgos Līmniatīs - Dīmītrīs Menoudakos - Savvas Symeonidis Legenda - (C) Capitano - (IN) Inattivo - Infortunato |

## Mercato

### Sessione estiva
| Acquisti | Acquisti            | Acquisti      | Acquisti      | Acquisti |
| R.       | Nome                | da            | Modalità      |          |
| -------- | ------------------- | ------------- | ------------- | -------- |
| P        | Dīmītrīs Katsivelīs | Promitheas    | svincolato    |          |
| C        | Yanick Moreira      | Peristeri     | svincolato    |          |
| AP       | Matt Lojeski        | Tofaş Bursa   | svincolato    |          |
| C        | Kōstas Gontikas     | Peristeri     | svincolato    |          |
| P        | Tyrese Rice         | Panathīnaïkos | svincolato    |          |
| G        | Dīmītrīs Mōraitīs   | Kolossos Rodi | fine prestito |          |
| AC       | Darion Atkins       | Bamberger     | svincolato    |          |
| AP       | Iōannīs Agravanīs   | Peristeri     | fine prestito |          |

| Cessioni | Cessioni              | Cessioni         | Cessioni       | Cessioni |
| R.       | Nome                  | a                | Modalità       |          |
| -------- | --------------------- | ---------------- | -------------- | -------- |
| C        | Dīmītrīs Kaklamanakīs | PAOK Salonicco   | rescissione    |          |
| P        | Mario Chalmers        | Aris Salonicco   | fine contratto |          |
| C        | Jerai Grant           | Maccabi Haifa    | fine contratto |          |
| AP       | Charīs Giannopoulos   | Promitheas       | fine contratto |          |
| G        | Kendrick Ray          | Socar Petkimspor | fine contratto |          |
| PG       | Vasilīs Toliopoulos   | Iōnikos Nikaias  | prestito       |          |
| AP       | Iōannīs Agravanīs     | Promitheas       | fine contratto |          |

### Dopo l'inizio della stagione
| Acquisti | Acquisti       | Acquisti     | Acquisti         | Acquisti   |
| R.       | Nome           | da           | Data             | Modalità   |
| -------- | -------------- | ------------ | ---------------- | ---------- |
| C        | Moses Kingsley | Bilbao Berri | 12 dicembre 2020 | svincolato |
| PG       | Daryl Macon    | Galatasaray  | 5 febbraio 2021  | svincolato |

| Cessioni | Cessioni      | Cessioni         | Cessioni        | Cessioni       |
| R.       | Nome          | a                | Data            | Modalità       |
| -------- | ------------- | ---------------- | --------------- | -------------- |
| P        | Tyrese Rice   | Free agent       | 13 ottobre 2020 | fine contratto |
| AC       | Darion Atkins | Fethiye Belediye | 15 ottobre 2020 | rescissione    |